# 로버트 매켈리스
로버트 J. 매켈리스(Robert J. McEliece, 1942년 5월 21일 ~ 2019년 5월 8일)는 미국 캘리포니아 공과대학교의 교수이다. 길쌈부호 복호기를 만드는 데 중대한 공헌을 했으며, 이것은 갈릴레오 호에 실려서 우주 탐사에 사용되었다.

## 같이 보기
- McEliece 암호체계